# Fire Records
La Fire Records è una etichetta discografica indipendente britannica con sede a Londra e distaccamenti negli Stati Uniti ed in Giappone. L'etichetta fu fondata nel 1984 Johnny Waller e Clive Solomon e pubblicò per prima band come Pulp, Teenage Fanclub (con la label sussidiaria Paperhouse), Spacemen 3 (come Glass Records), Blue Aeroplanes, Lives of Angels ed altri. Tra i marchi riferibili alla Fire records vi sono la Earth, la Fire America, The Forbidden Label e Fire Records Of London Ltd.
Dopo un periodo di crisi, l'etichetta fu rilevata da James Nicholls nel 2002, continuando a pubblicare album di artisti come Guided by Voices, Giant Sand, Pere Ubu, Scott & Charlene's Wedding, Jane Weaver, Josephine Foster e The Lemonheads.

## Storia della Fire Records

### Gli antecedenti
Il debutto di Clive Solomon nell'industria musicale risale al periodo studentesco, quando iniziò a fare da manager ai The VIPs, band che fecero un singolo molto gradito a John Peel che lo inserì nella propria programmazione radiofonica. Johnny Waller era invece un giornalista del Sounds.

### 1984: La nascita della Fire Records
Nel 1984 i due decisero di aprire la Fire Records, pubblicando come primo 12" del catalogo Diving For Pearls dei 1000 Mexicans. Ma fu solo dopo la pubblicazione di band come Blue Aeroplanes e The Committee che la Fire Records produsse la band che più caratterizzò questo loro periodo storico, iniziando con il singolo Little Girl (With Blue Eyes) and other pieces... dei Pulp. Furono poi di questi primi anni di attività la scoperta e promozione di altre band seminali per la musica inglese come Television Personalities e Spacemen 3 assieme a band del revival '60s come i The Times e della dark wave come The Rose Of Avalanche.

### Gli anni '90
Negli anni '90 l'etichetta rivolse anche lo sguardo verso la pubblicazione di band dell'underground statunitensi, con band come Neutral Milk Hotel, Built To Spill, The Lemonheads e Urge Overkill.

## Artisti pubblicati
- 1000 Mexicans
- AC Newman
- Archers of Loaf
- Atlantica
- The Badgeman
- Bailter Space
- Bardo Pond
- Blank Realm
- The Blue Aeroplanes
- Bobby Conn
- Boston Spaceships
- Cardinal
- Chuck Prophet
- Cloee Lobsters
- The Congregation
- Cottonmouth
- Danielson
- Dave Cloud & The Gospel of Power
- Richard Davies
- Delicate AWOL
- Duke Garwood
- ESG
- Everclear
- The Farm
- Fitz of Depression
- The Garbage and the Flowers
- Giant Sand
- Gigolo Aunts
- Guided by Voices
- Gun Club
- Half Japanese
- Harbourkings
- Hospitality
- Howe Gelb
- HTRK
- Jackie O Motherfucker
- Jad Fair
- Josephine Foster
- Las Kellies
- Libido
- Lives of Angels
- Lower Plenty
- Manifesto
- Mathew Sawyer and The Ghosts
- Mega City Four
- Mission of Burma
- Ned Collette + Wirewalker
- The Nightblooms
- Novocaine
- Opossom
- Orchestra of Spheres
- The Parachute Men
- Pastels
- Pere Ubu
- Robert Pollard
- Pulp
- Rocket From The Tombs
- The Rose of Avalanche
- Ryan Driver
- Sammy
- Scott & Charlene's Wedding
- Scraps
- The Servants
- Sign Language
- Silver Chapter
- Spacemen 3
- Supermodel
- Surf City
- Tells
- Telstar Ponies
- Tenebrous Liar
- Television Personalities
- Thrum
- The Times
- Tom Morgan
- Variety Lights
- Virgin Passages
- Wooden Wand